# Donji Štrpci
Donji Štrpci (szerbül: Доњи Штрпци), település Bosznia-Hercegovinában, a Bosanska Krajina és a Bosanska Posavina közötti átmeneti területen, Prnjavor község területén, a Szerb Köztársaságban. 

## Fekvése
Bosznia-Hercegovina északi részén, Banja Lukától légvonalban 44, közúton 64 km-re kelet-északkeletre, községközpontjától légvonalban 6, közúton 8 km-re keletre, a Vijaka és Ukrina-folyók között fekvő dombvidéken, 130-240 méteres tengerszint feletti magasságban fekszik. Településrészei: Bara, Begovci, Bijelići, Bokuri, Donji Štrpci, Dujakovići, Glogovac, Parlog, Pejakovići, Podgajci, Tomaši, Tomići és Trnjani.

## Népessége
| Nemzetiségi csoport | Népesség 1991 | Népesség 2013 |
| ------------------- | ------------- | ------------- |
| Szerb               | 1366          | 1059          |
| Bosnyák             | 1             | 1             |
| Horvát              | 25            | 16            |
| Jugoszláv           | 38            | 1             |
| Egyéb               | 86            | 19            |
| Összesen            | 1516          | 1096          |

## Története
A régészeti leletek tanúsága szerint Strpci területe már az őskor kezdetétől sűrűn lakott volt. Területén legalább kilenc őskori lelőhely található, melyekből sok kőkorszaki kőeszköz és kerámia került elő. A leletek között az őskőkor, az újkőkor és a bronzkor is szép számmal képviselteti magát. Az Ukrina mocsaras völgye feletti Gradina nevű lelőhelyen a kora középkorban vár is állt. Itt a falmaradványok között számos kerámiatöredék is előkerült.
A település 1878-ig tartozott az Oszmán Birodalomhoz, ekkor a berlini kongresszus határozata alapján az Osztrák-Magyar Monarchia része lett. 1879-ben az első osztrák-magyar népszámlálás során a Prnjavori járáshoz tartozó akkori Štrbci településnek 161 háztartása és 1088 ortodox lakosa volt. 1889-től az osztrák uralom alá került területekről olasz és ukrán család települt be ide. Ami az olaszokat illeti, két vélemény uralkodik az e régiókba való bevándorlás okairól. Az egyik szerint földcsuszamlások és esőzések Valšugame térségében a lakosság életét veszélyeztették, migrációt okozva. Egy másik szerint a selyemhernyó egy ördögi betegséget kezdett terjeszteni, ami arra kényszerítette őket, hogy új életterületet keressenek. Amikor megtudták, hogy Ausztria-Magyarország földet ajánl Boszniában, az akkor Ausztria-Magyarország alá tartozó tiroli régióból olaszok özönlöttek be. Galícia ugyancsak Ausztria fennhatósága alá tartozott, onnan görög katolikus ukránok (ruszinok) vándoroltak be Bosznia-Hercegovinába. Bár termőföldet ígértek nekik, a korábban beköltözött lakosok által elfoglalt termőföld híján az ukránok többnyire megművelhetetlen területekre települtek. 1910-ben a Prnjavori járáshoz tartozó Štrpci településen 208 háztartást, 1628 ortodox, 72 római katolikus és 11 görög katolikus lakost találtak. A monarchia szétesésével 1918-ban előbb a Szerb-Horvát-Szlovén Királyság, majd 1929-től a Jugoszláv Királyság része. 1921-ben 359 háztartása és 1979 lakosa volt. Az 1929-es törvény értelmében, amikor Bosznia-Hercegovinát négy banovinára, Drinskára, Vrbaskára, Zetskára és Primorskára osztották, a település a Vrbaska banovina része lett, amelynek székhelye Banja Luka volt Jugoszlávia megszállása után a Független Horvát Állam (NDH) része lett. A második világháború után a település a szocialista Jugoszláviához tartozott. A második világháború után a település a szocialista Jugoszláviához tartozott. A háború után az ukránok nagy része a Vajdaság és Szlavónia nagyobb településeire költözött. 2013-ban Gornji Štrpciben 4, Donji Štrpciben 10 ukrán élt. A daytoni békeszerződést követő területfelosztásnál a település Prnjavor község részeként a Szerb Köztársaság területéhez került.

## Nevezetességei
- A Szentháromság tiszteletére szentelt ortodox temploma. A templom az Ukrina völgye feletti enyhe magaslaton épült, kilátással a tágabb környezetre. A templom mellett van egy ortodox temető. Egyhajós templom nyugaton harangtoronnyal, keleten félköríves apszissal. 1999 és 2001 között épült a hívek adományaiból. Felszentelését Jefrem banjalukai ortodox püspök végezte számos hívő jelenlétében 2001. július 15-én. Az ikonosztázon lévő ikonokat Nikola Lubardić diakónus festette, nagy művészi értéket képviselnek. Külön is említésre méltók az Úr Jézus Krisztus, Szűz Mária Krisztussal és az utolsó vacsora ikonjait. A templomtól nem messze található a regionális általános iskola épülete.[9]

- Brdo – őskőkori telep maradványa a Ganinci nevű területen, a Musin Cer nevű magaslat tágas tetején. Leletei főként kovakőből pattintott kőszerszámok.[4]

- Brijeg – őskőkori település és őskori erődítmény maradványa a Ruževci településrészen, az Ukrina feletti magaslat fennsíkjának nyugati oldalán. Főbb leletei kovakőszerszámok és cseréptöredékek, melyek a késő bronzkorból és a kora vaskorból származnak.[4]

- Grabovac - őskőkori telep maradványa a Ruževci településrészen, az Ukrina völgyétől nem messze emelkedő lankás teraszon. Fő leletei kovakő eszközök és apró kerámiatöredékek ritka példányai az őskor korai időszakából.[4]

- Gradina – kora középkori vár maradványai egy ehnye kiemelkedésen, az Ukrina mocsaras völgyében. A vár egy 35x55 méteres kiemelkedésen állt ott, ahol a Glogovac-patak a Vijakába torkollik. A maradványok egy kisebb tó építése következtében nagyrészt megsemmisültek. A vár földből, kavicsból, tört kövekből és égetett téglákból épült. A dél falak mentén egy kelet-nyugati irányú kavicsozott út haladt. A leletek főként kerámiatöredékekből állnak.[4]

- Kneževina – őskőkori település maradványai a Glogovac településrészen, egy a Vijaka völgyefelé lejtő, hosszúkás dombháton. A leletek ritka kőszerszámokból állnak.[4]

- Musin Cer – paleolit telep maradványai az Ukrina völgye főlé magasodó tágas Musin Cer fennsíkon. A leletek kőszerszámokból állnak.[4]

- Poljce – őskori település és tumulus maradványai a Ružice településrészen. Az Ukrina völgye feletti tágas fennsík déli részén kőszerszámokat és újkőkori cseréptöredékeket találtak. Szántás közben mintegy 30 cm mélységben egy sírkamrára bukkantak, ahol hamvakat és bronzkori edények töredékeit találták. Ugyanennek a lelőhelynek egy kiemelkedő részén egy kisebb tumulus található benne Barica típusú temetkezéssel. A leletek az újkőkorból és a késő bronzkorból származnak.[4]

- Starčeviča Brijeg – paleolit telep maradványai a Begovci településrészen egy kelet-nyugati irányú fennsík platójának nyugati részén, paleolit kőszerszám leletekkel.[4]

- Šipinja – őskori település maradványai a Ganinci településrészen, az Ukrina-folyó és a Glogovac-patak melletti, hosszan elnyúló teraszon. A kőszerszámokon és a cseréptöredékeken kívül a legjeletősebb lelet egy neolit kőszekerce volt.[4]

- Zobište – őskori település a Muse településrészen. Az Ukrina völgyének szélén fekvő lelőhely nagysága 150x200 méter. A leletek újkőkori kőeszközök, kerámiák és egyéb kőszerszámok.[4]